# Gonocarpus chinensis
Gonocarpus chinensis es una especie de planta floral perteneciente al género Gonocarpus, de la familia Haloragaceae, orden Saxifragales. Crece en el bioma tropical húmedo y puede crecer hasta 60 cm de altura.
Fue descrita por (Lour.) Orchard. La especie es válida y aceptada y aparece registrada en una sección de la publicación Bull. Auckland Institute and Museum 10: 207 de 1975.

## Distribución
Se distribuye por Borneo, islas Carolinas, Centro, Sur y el Sudeste de China, Hainan, islas Menores de la Sonda, Malaya, islas Molucas, islas Ryūkyū, Nueva Guinea, Nueva Gales del Sur, Territorio del Norte, Filipinas, Queensland, Célebes, Sumatra, Vietnam y el Oeste Australia.